# FNRS-3

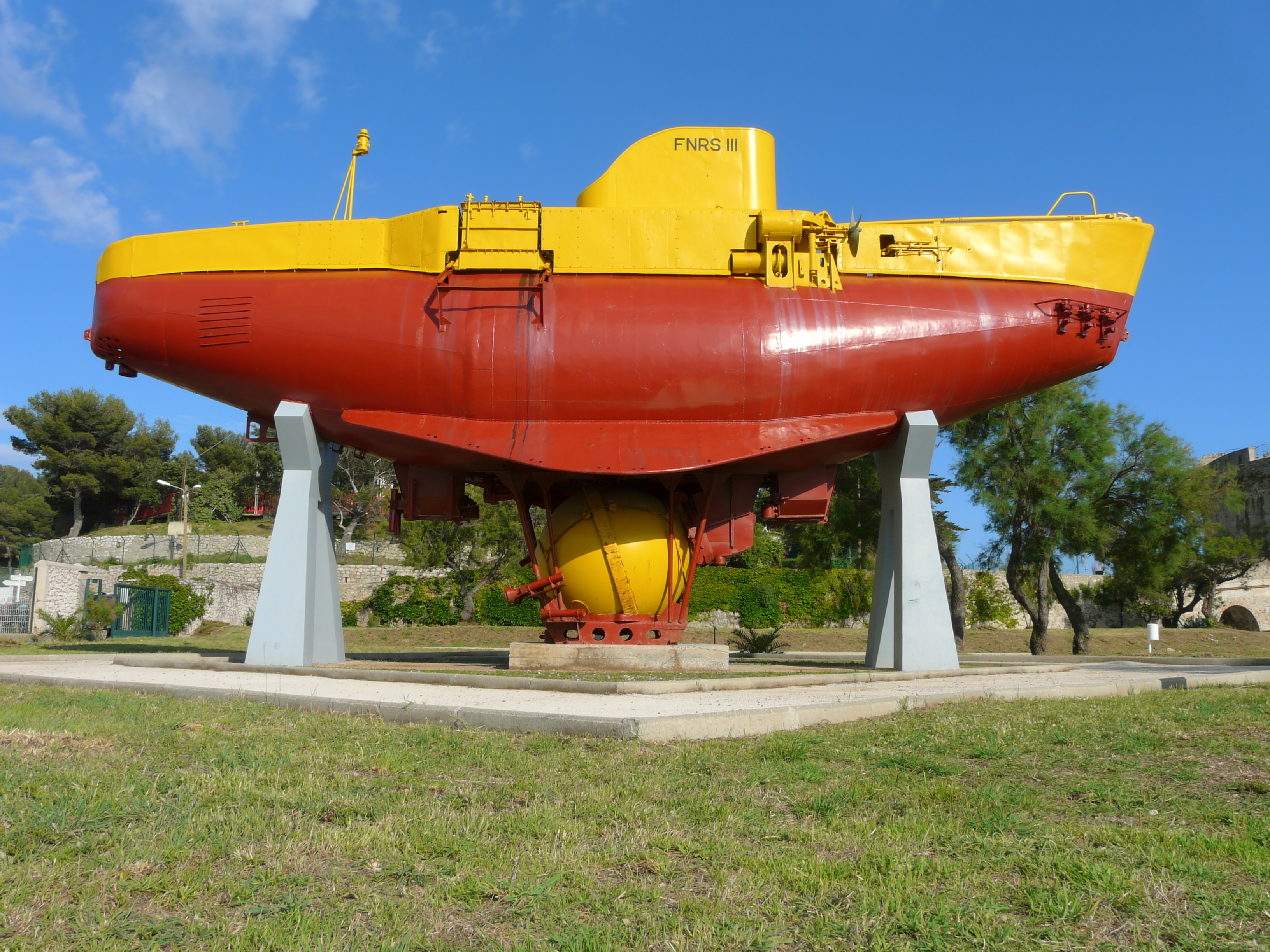
FRNS III vystavený jako pomník v Tulonu

FNRS-3 (též FNRS III) byl francouzský batyskaf, provozovaný v letech 1953-1960. Vznikl rozsáhlou přestavbou z belgického batyskafu FNRS-2. V letech 1954–1959 držel světový rekord v dosažené hloubce s lidskou posádkou.

## Historie
V roce 1948 prováděl Auguste Piccard pokusy s batyskafem FNRS-2 poblíž Dakaru. Pokusy byly ukončeny, protože byl batyskaf poškozen bouří a došly prostředky, které na ně vyčlenil dánský vědecký fond. Podporu těmto pokusům poskytovalo francouzské námořnictvo (v doprovodné lodi byl například oceánograf Jacques-Yves Cousteau). Francouzi byli výkony batyskafu natolik nadšeni, že v roce 1950 prosadili jeho odkoupení.
Batyskaf byl poté kompletně přestavěn. Z původního byla využita pouze přetlaková kabina a vědecké přístroje. Zpočátku působil jako konzultant při přestavbě i profesor Piccard (autor FNRS-2), ale ten se později začal věnovat stavbě nového batyskafu Trieste na objednávku italské vlády.
Přestavba byla dokončena v roce 1953.